# Austrodromia umbonata
Austrodromia umbonata är en tvåvingeart som beskrevs av Chillcott 1983. Austrodromia umbonata ingår i släktet Austrodromia och familjen puckeldansflugor. Inga underarter finns listade i Catalogue of Life.